# Fuel (Band)
Fuel ist eine US-amerikanische Rockband, die im Jahr 1994 gegründet wurde und ihre größten Erfolge um die Jahrtausendwende hatte. Seit einer Neuformierung im Jahr 2010 ist der Frontmann Brett Scallions das einzige verbliebene Gründungsmitglied der Band.

## Geschichte

### Verschiedene Coverbands und Gründung von Fuel (vor 1998)
Die Kindheitsfreunde Carl Bell und Jeff Abercrombie hatten schon in der High School zusammen Musik gemacht. Auf dem College traf Bell auf den Schlagzeuger Jody Abbott, mit dem er verschiedene College-Bands gründete. Wenig später gründeten sie zu dritt die Coverband Reel Too Real, der sich 1993 nach einem Konzert in einer Bar in Jackson, Tennessee auch Brett Scallions anschloss. Da die Musiker nun vorhatten, eigenes Material zu schreiben, benannten sie sich in Small The Joy um. Unter diesem Namen erschien ein Jahr später auch eine gleichnamige EP. Kurz vor Erscheinen der zweiten EP Porcelain, entschied die Band sich zu einem erneuten Namenswechsel – diesmal zu Fuel. Unter diesem Namen wurde auch ihre Debüt-EP neu veröffentlicht. Die zweite EP, die auch die spätere Hitsingle Shimmer enthielt, brachte der Band einen Plattenvertrag bei 550 imprint bzw. Epic Records ein. Bei diesem Label erschien im März 1998 dann auch die erste Studio-EP Hazleton.

### Erfolg im Mainstream (1998–2005)
Wenige Wochen später wurde dann in den Longview Farm Studios in North Brookfield, Massachusetts zusammen mit dem Produzenten Steven Haigler das Debütalbum aufgenommen. Für die Studioaufnahmen wurde der Schlagzeuger Jody Abbott durch Jonathan Mover ersetzt. Sunburn erschien schließlich am 31. März 1998, auf dem Album war auch das Lied Shimmer enthalten. Shimmer wurde als erste Single aus dem Album ausgekoppelt und konnte sich in mehreren Charts platzieren, unter anderem auf Platz 2 in den Billboard Modern Rock Tracks und Platz 11 in den Hot Mainstream Rock Tracks. In den offiziellen Billboard Hot 100 kletterte das Lied auf Platz 42. In Australien erreichte das Lied im Jahr 1999 Platz 43 der meistverkauften Singles des Jahres; außerdem erhielt sie eine Platin-Schallplatte für mehr als 70.000 verkaufte Tonträger. Auch die anderen Singles Bittersweet, Jesus or a Gun und Sunburn erhielten Airplay, verfehlten aber die offiziellen US-Charts. Bittersweet konnte in Australien immerhin Platz 70 der Single-Charts erreichen. Im Jahr 1998 schrieb die Band das Lied Walk the Sky, das für den Soundtrack des Kinofilms Godzilla von Roland Emmerich verwendet, aber nicht auf dem Album Sunburn veröffentlicht wurde. Erst bei einer Neuauflage des Albums 2003 war die Single als Bonustrack dabei. Das Titellied Sunburn wurde für den Soundtrack des 2000 erschienenen Films Scream 3 von Wes Craven verwendet. Ihr Album Sunburn erreichte in den USA im Mai 2000 Platinstatus. Ende 2000 erschien Fuels zweites Studioalbum, Something Like Human, dessen Single Hemorrhage (In My Hands) zur erfolgreichsten der Band wurde. Sie kletterte auf Platz 30 der Hot 100 und belegte 12 Wochen lang die Spitzenposition in den Mainstream Rock Tracks. Das Album hielt ein Jahr nach dem Erscheinen im September 2001 eine Doppelplatin-Auszeichnung, die höchste Platzierung in den Billboard 200 war Platz 17. Im September 2003 erschien dann das dritte Studioalbum, Natural Selection, und erreichte Platz 15 der US-Charts. Hieraus wurden die Singles Won’t Back Down, Falls on Me und Million Miles ausgekoppelt, die sich wieder in diversen Charts platzieren konnten. Das Album erhielt 2004 eine Grammy-Nominierung für die Produktion, unterlag aber Hail to the Thief von Radiohead. Auch von dem Album wurden Singles für diverse Soundtracks verwendet, unter anderem bei Daredevil oder Need for Speed: Underground. Ende 2004 verließ Kevin Miller, der in den Jahren zuvor statt Jody Abbott das Schlagzeug gespielt hatte, die Band. Ende 2005 erschien schließlich das erste Best-of-Album der Band mit dem Titel The Best of Fuel.

### Ausstieg des Frontmanns Brett Scallions und diverse Besetzungswechsel (2006–2010)
Am 7. Februar 2006 gab die Band bekannt, dass der Sänger Brett Scallions die Band verlassen habe. Für das vierte Studioalbum, dessen Instrumentalparts bereits geschrieben worden waren, wurde nun ein neuer Sänger gesucht. Jeff Abercrombie und Carl Bell wollten dafür den American-Idol-Kandidaten Chris Daughtry haben und fragten ihn während der Fernsehsendung Extra, ob er Lust dazu habe; Daughtry lehnte das Angebot aber ab. Zuvor hatte Chris Daughtry während der Top-20-Show von American Idol den Fuel-Song Hemorrhage (In My Hands) gesungen. Gleichzeitig wurde Tommy Stewart, ehemaliger Schlagzeuger von Godsmack, als neuer Drummer in der Band vorgestellt. Aufgrund von Terminschwierigkeiten spielten allerdings der Mötley-Crüe-Schlagzeuger Tommy Lee und Josh Freese, unter anderem bei Guns n’ Roses und Weezer aktiv, das Album ein. Im April 2007 kündigte die Band dann Toryn Green als neuen Leadsänger an. Das vierte Album Angels & Devils erschien zwei Monate später und erreichte mit 15.000 verkauften Einheiten Platz 42 der US-Albumcharts. Aus dem Album wurden die Singles Wasted Time und Gone ausgekoppelt, ein größerer Erfolg blieb aber aus.

### Rückkehr von Brett Scallions (seit 2010)
Am 8. April 2010 gab die Band dann ihre Neuformierung unter Brett Scallions bekannt. Jeff Abercrombie und Carl Bell waren allerdings nicht mehr dabei. Abercrombie wurde durch den ehemaligen Shinedown-Bassisten Brad Stewart ersetzt. Nur wenige Wochen später gab Scallions dann bekannt, dass Jasin Todd, ebenfalls ehemaliger Musiker von Shinedown, als Leadgitarrist einsteigen würde. Ein halbes Jahr später verließ dieser die Band wieder, da Yogi Lonich, der vor Todd schon kurzzeitig eingesprungen war, zurückkehrte. Scallions gründete im März 2011 zusammen mit der kompletten Fuel-Besetzung die Band World Fire Brigade, die durch den Smile-Empty-Soul-Frontmann Sean Danielsen ergänzt wurde. Im Mai 2011 wurde Lonich dann aus der Band geworfen, da er sich laut Scallions mehrfach nicht an Absprachen gehalten habe und nicht zu einem Auftritt erschienen war. Ersetzt wurde er durch Andy Andersson. Im März 2012 ging die Band dann ins Studio, um das Album Puppet Strings aufzunehmen. Obwohl das Album bereits Ende 2012 hätte erscheinen sollen, waren die Aufnahmen Anfang 2013 immer noch nicht abgeschlossen. Im März 2013 stieg Schlagzeuger Ken Schalk aus, um mehr Zeit für seine Familie zu haben. Er wurde durch Bryan Keeling ersetzt. Mit ihm wurden aber keine Songs aufgenommen, stattdessen verließ er die Band wieder, um mit Eric Sardinas auf Tour zu gehen. Shannon Boone, Schlagzeuger bei Puddle of Mudd, ersetzte ihn. Die Aufnahmen zu Puppet Strings wurden daraufhin rasch beendet. Im März 2014 wurde das Album dann auch veröffentlicht, fast sieben Jahre nach dem letzten Album. Die Leadsingle Yeah! wurde über die Band-Webseite zum Gratis-Download angeboten, die erste Radiosingle war Soul to Preach To und erreichte Platz 33 der Hot Mainstream Rock Tracks. Da Brad Stewart die Möglichkeit hatte, bei Saliva einzusteigen, verließ er die Band. Phil Buckman von Filter nahm seinen Platz ein. Im Jahr 2016 nahm die Band an der Make America Rock Again-Tour mit unter anderem P.O.D. und Trapt teil. Nachdem es in den darauffolgenden Monaten ruhiger um die Band geworden war, kündigte Scallions für das Jahr 2018 ein neues Album an. Außerdem spielte die Band einige Konzerte in Nordamerika und Australien.

## Musikstil
Fuel ist der frühen Post-Grunge-Szene zuzuordnen, die Mitte und Ende der 1990er Jahre aus der Grunge-Ära entstanden ist. Neben Bands wie Nickelback, Creed, 3 Doors Down und Seether gilt Fuel als einer der erfolgreicheren und bekannteren Acts. Die Onlinedatenbank Allmusic beschreibt den Stil der Band als Mix aus Alternative Metal, Post-Grunge und Alternative Rock.

## Diskografie

### Alben
| Jahr | Titel Musiklabel                  | Höchstplatzierung, Gesamtwochen, AuszeichnungChartsChartplatzierungen (Jahr, Titel, Musiklabel, Platzierungen, Wochen, Auszeichnungen, Anmerkungen) | Anmerkungen                                                                    |
| Jahr | Titel Musiklabel                  | US | Anmerkungen                                                                    |
| ---- | --------------------------------- | --- | ------------------------------------------------------------------------------ |
| 1998 | Sunburn Epic Records              | US77 Platin · (35 Wo.)US | Erstveröffentlichung: 31. März 1998 Verkäufe: + 1.035.000                      |
| 2000 | Something Like Human Epic Records | US17 ×2Doppelplatin · (60 Wo.)US | Erstveröffentlichung: 19. September 2000 Verkäufe: + 2.050.000                 |
| 2003 | Natural Selection Epic Records    | US15 (14 Wo.)US | Erstveröffentlichung: 23. September 2003 Verkäufe: + 262.190 (17. Januar 2004) |
| 2007 | Angels & Devils Epic Records      | US42 (3 Wo.)US | Erstveröffentlichung: 7. August 2007                                           |
| 2014 | Puppet Strings Megaforce Records  | US77 (1 Wo.)US | Erstveröffentlichung: 4. März 2014                                             |
| 2021 | Ånomaly Moon Chair Media          | — | Erstveröffentlichung: 22. Oktober 2021                                         |

### EPs
- 1994: Small the Joy
- 1994: Fuel
- 1996: Porcelain
- 1998: Hazleton

### Singles
| Jahr | Titel Album                                   | Höchstplatzierung, Gesamtwochen, AuszeichnungChartsChartplatzierungen (Jahr, Titel, Album, Platzierungen, Wochen, Auszeichnungen, Anmerkungen) | Anmerkungen                                              |
| Jahr | Titel Album                                   | US | Anmerkungen                                              |
| ---- | --------------------------------------------- | --- | -------------------------------------------------------- |
| 1998 | Shimmer Sunburn                               | US42 (12 Wo.)US | Erstveröffentlichung: 25. August 1998 Verkäufe: + 70.000 |
| 2000 | Hemorrhage (In My Hands) Something Like Human | US30 (22 Wo.)US | Erstveröffentlichung: 14. September 2000                 |
| 2001 | Bad Day Something Like Human                  | US64 (20 Wo.)US | Erstveröffentlichung: 29. Mai 2001                       |
| 2003 | Falls on Me Natural Selection                 | US52 (14 Wo.)US | Erstveröffentlichung: 22. Juli 2003                      |

Weitere Singles
- 1998: Bittersweet
- 1999: Sunburn
- 1999: Jesus or a Gun
- 2001: Innocent
- 2001: Last Time
- 2003: Won’t Back Down
- 2004: Million Miles
- 2007: Wasted Time
- 2007: Gone
- 2013: Yeah!
- 2014: Soul to Preach To
- 2014: Cold Summer
- 2014: What We Can Never Have

## Auszeichnungen für Musikverkäufe
| Goldene Schallplatte - Australien - 1999: für das Album Sunburn - Kanada - 2001: für das Album Something Like Human Platin-Schallplatte - Australien - 1999: für die Single Shimmer |

Anmerkung: Auszeichnungen in Ländern aus den Charttabellen bzw. Chartboxen sind in ebendiesen zu finden.
| Land/RegionAuszeichnungen für Musikverkäufe (Land/Region, Auszeichnungen, Verkäufe, Quellen) | Gold     | Platin     | Verkäufe  | Quellen         |
| -------------------------------------------------------------------------------------------- | -------- | ---------- | --------- | --------------- |
| Australien (ARIA)                                                                            | Gold1    | Platin1    | 105.000   | aria.com.au     |
| Kanada (MC)                                                                                  | Gold1    | —          | 50.000    | musiccanada.com |
| Vereinigte Staaten (RIAA)                                                                    | —        | 3× Platin3 | 3.000.000 | riaa.com        |
| Insgesamt                                                                                    | 2× Gold2 | 4× Platin4 |           |                 |